# PeduliLindungi

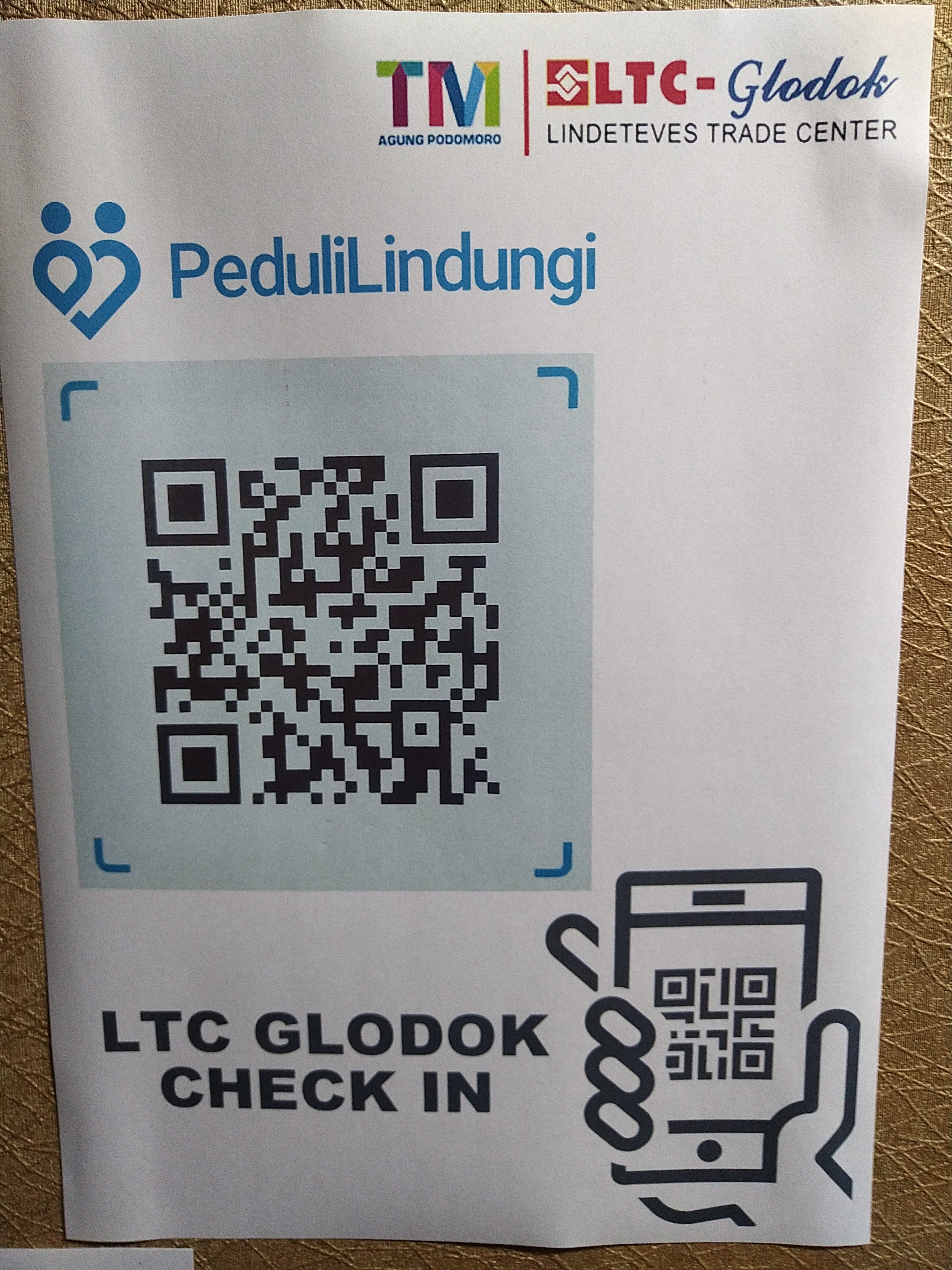
PeduliLindungi的QR碼。

PeduliLindungi是印度尼西亚政府在2019冠狀病毒病印尼疫情下為了加強接觸者追蹤而實行的計劃。该应用于2020年3月27日前为TraceTogether，但是因为新加坡也旗下的应用中同名，最终印尼政府将TraceTogether改名为PeduliLindungi。截至2021年8月，该应用的下载量约有1000万次。

## 事件
2021年9月，有一百三十万名印尼居民的疫苗证书被泄露，包括现任总统佐科·维多多。这些数据是由 eHAC（电子健康卡）是适用于旅行。